# Pico Wheeler (Novo México)
O Pico Wheeler (ou Wheeler Peak), é uma montanha cujo topo é o ponto mais elevado do Novo México. Atinge no topo 4011 m de altitude. Geograficamente constitui um dos pontos mais elevados dos Montes Sangre de Cristo, sendo porém mais baixo que o Blanca Peak, no Colorado.
Fica a nordeste de Taos, na parte norte do estado, a 3 km a sudeste da estância de esqui chamada Taos Ski Valley. Antes chamava-se Taos Peak, mas passou a ser designado Wheeler Peak em 1950.
Uma placa no topo da montanha indica:
Nomeado em homenagem ao Major George Montague Wheeler (1842–1905) que durante dez anos liderou um grupo de topógrafos e naturalistas que recolheram dados geológicos, biológicos, planimétricos e topográficos no Novo México e outros seis estados do sudoeste.